# 梆笛協奏曲 (樂曲)
《梆笛協奏曲》，馬水龍作曲，應中國廣播公司委託創作的協奏曲，完成於1981年，以梆笛主奏、管弦樂團協奏。首演於1981年11月29日中廣主辦的「第一屆中國現代樂展」，由陳中申獨奏、張大勝指揮台北世紀交響樂團協奏。它的導奏是1980到1990年代間中廣各頻道的整點報時音樂，中國電視公司綜藝節目《歡樂一百點》收錄中視大樂隊演奏版（在1990年張菲與藍心湄對演的短劇單元〈春嬌與志明〉裡），臺灣電視公司綜藝節目《龍兄虎弟》收錄孔鏘電子琴演奏版（短劇單元〈音樂教室〉第一代版本的開場音樂）。
此曲採用連樂章形式，共分為2個樂章：
1. 第1樂章
管弦樂以第1主題為導奏；梆笛主奏輕快活潑、由第1主題縮影、變化而成的2主題作為第1樂章的主軸。
2. 第2樂章
優雅的慢板；終曲與尾聲為第1樂章略加變化的第1、2主題的再現，作為樂曲的高潮。

馬水龍認為，梆笛的音質清麗、優雅、細緻、活潑而明亮，能確切表達輕快的詩情與及博大壯碩的氣勢，兩者同為構想此曲的主要方向。陳中申回憶此曲首演，「我吹這首曲子時，從樂器演奏者角度思考，自己加上一點花舌和裝飾音。這些小細節，讓我有發揮的空間。」
此曲作為中廣各頻道的整點報時音樂長達十八年，2010年底才在邱再興文教基金會協助下正式出版樂譜。馬水龍說，出版樂譜很花錢，作曲家大多沒能力自行出版樂譜，加上政府不重視，降低台灣作曲在世界舞台流通性。馬水龍說，在此曲等作品正式出版樂譜之前，若有音樂家想演奏他的曲子，根本買不到樂譜，只能使用他提供的手稿影印本。

## 外部連結
- YouTube上的〈梆笛協奏曲〉，指揮：徐頌仁，梆笛：陳中申